# Ryjkonosowe
Ryjkonosowe (Macroscelidea) – rząd niewielkich, naziemnych ssaków łożyskowych z podgromady żyworodnych i grupy afroterów. Mimo bliższego pokrewieństwa ze słoniami niż z ryjówkowatymi wyglądem przypominają te drugie. Ich pozycję systematyczną odkryto dopiero w latach 90. XX wieku. Zwierzęta te pozostają słabo poznane. Zalicza się tu kilkanaście gatunków spotykanych na rozległych obszarach w Afryce. Żywią się głównie owadami, zwłaszcza mrówkami i termitami, uzupełniając dietę pokarmem roślinnym.

## Budowa
Ryjkonosowe są niewielkimi ssakami z wyglądu przypominającymi ryjówkowate (nie łączy ich z nimi bliskie pokrewieństwo, jako że ryjówkowate należą do rzędu owadożerów z kohorty Laurasiatheria), aczkolwiek można wskazać w ich budowie także cechy nawiązujące do antylop. Osiągają masę ciała pomiędzy 50 a 500 g. Dymorfizmu płciowego nie stwierdza się.

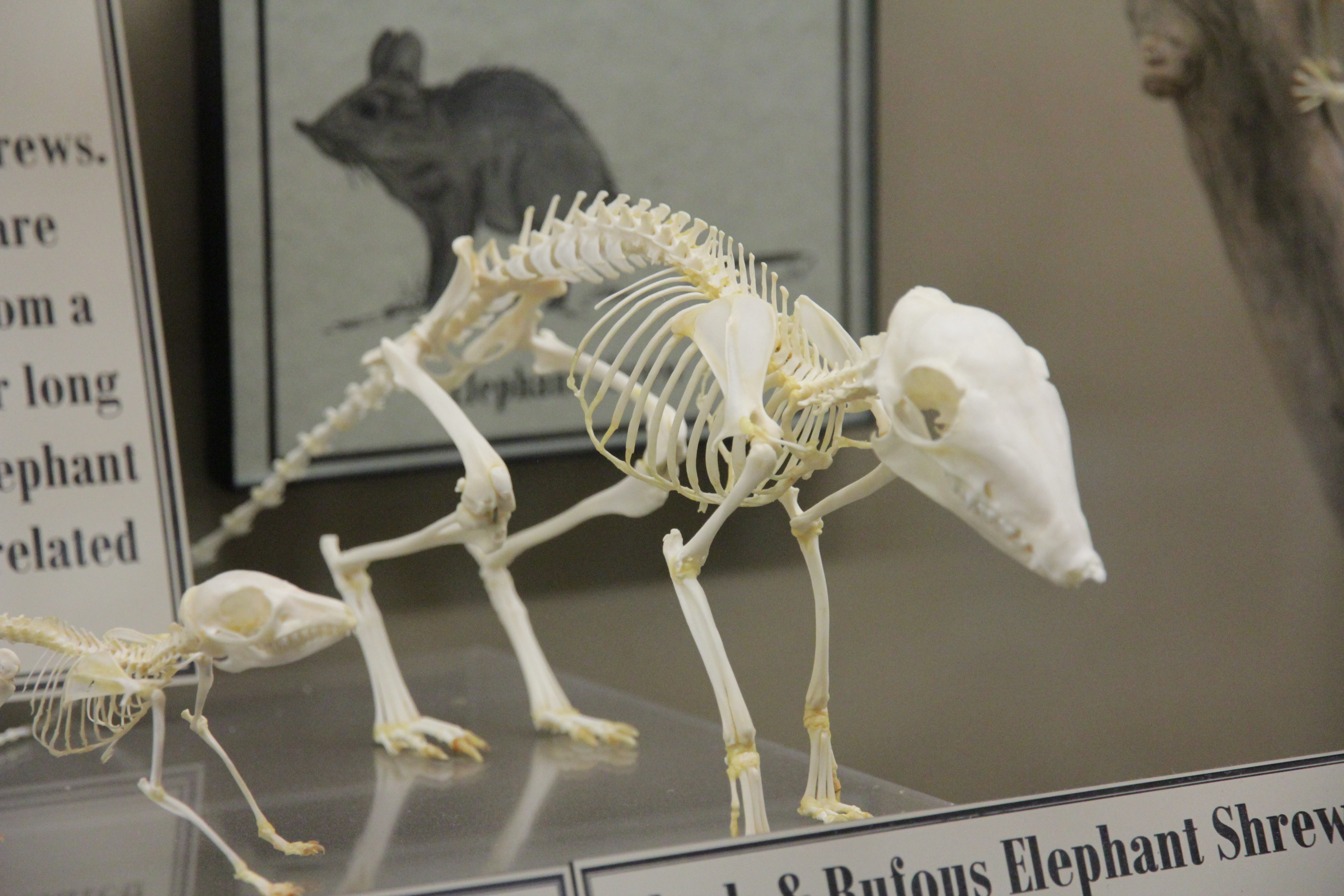
Szkielet Rhynchocyon petersi, Museum of Osteology w Oklahoma City

Ogólny kształt ciała nawiązuje do obserwowanego u ryjówkowatych czy też myszy. Odróżniają się od nich wydłużonym w ryjek pyskiem, nasuwającym na myśl trąbę. Czaszka skrywa lisencefaliczny mózg o dobrze rozwiniętej opuszce węchowej. Kresomózgowie jest co prawda poszerzone w kierunku tylnym, ale i tak nie zakrywa śródmózgowia. Szyję wspiera 7 kręgów. Odcinek piersiowy kręgosłupa liczy 13 kręgów, po których następuje 6-7 kręgów lędźwiowych. W odcinku krzyżowym znajdują się tylko 3 kręgi, natomiast odcinek ogonowy obejmuje od 20 do 28 kręgów. Macica samicy jest dwurożna. Jądra samca usytuowane są w jamie brzusznej, nieopodal nerek. Ciało wieńczy istotnie długi ogon nie ustępujący długością głowie i tułowiu.
Tułów utrzymują długie kończyny i cecha ta istotnie różni ryjkonosowe od ryjówek. Kość piszczelowa i kość strzałkowa w stosunku do kości udowej są poszerzone, a w części dalszej w długości 2/3 kości zrastają się ze sobą. Solidną budowę wykazuje także śródstopie. W efekcie kończyny takie zapewniają zwierzęciu możliwość szybkiego poruszania się. Uważano dawniej, że ryjkonosowe przemieszczają się, skacząc, jednak nowsze badania zmieniły ten pogląd, wskazując, że zwierzęta nie skaczą, a biegają na czterech nogach na podobieństwo miniaturowych antylop.
W skórze znajdują się liczne gruczoły zapachowe. Rozmieszczone są w zadniej części grzbietu, w okolicach sutków, na spodniej stronie ogona, na podeszwach stóp.

## Systematyka i ewolucja
Ryjkonosowe były do niedawna słabo poznane. Dawniej zaliczano je w randze podrzędu do owadożernych lub wiewióreczników, zajęczaków, a nawet kopytnych. Wyniki badań genetycznych sugerują ich przynależność do kladu afroterów (Afrotheria) – zwierząt wywodzących się z Afryki.
Wyróżnienie kladu afroterów zaproponowano na podstawie badań genetycznych w połowie ostatniej dekady XX wieku, od tamtego czasu potwierdziły go liczne kolejne badania. Obejmuje on prócz ryjkonosowych: trąbowce, brzegowce, góralkowce, słupozębne, tenreki i złotokretowe (dwie ostatnie grupy łączone w jeden rząd afrosorkowców). Afrotery powstały między 100 a 80 milionów lat temu, w okresie kredy, w Afryce. Starszy pogląd lokował ryjkonosowe jako grupę siostrzaną Glires, jednak badania genetyczne i molekularne go obaliły. Obecna pozycja systematyczna poświadcza długi proces ewolucji, jako że dzisiejsi przedstawiciele wymienionych rzędów tworzących klad afroterów nie wydają się podobni, nie łączą ich liczne synapomorfie.
W obrębie afroterów ryjkonosowe stanowią grupę siostrzaną afrosorkowców obejmujących tenrekowate i złotokretowate. Klad złożony z tych dwóch rzędów nazywa się Afroinsectivora. Jest on Z kolei blisko spokrewniony ze słupozębnymi, tworząc razem kolejny klad Afroinsectiphilia. Nie jest to jedyny pogląd na stosunki w obrębie afroteriów, inny pogląd zaprzecza tak bliskiemu pokrewieństwu ryjkonosowych i afrosorkowców.
Tabuce et al. w 2008 przedstawili pokrewieństwa pomiędzy różnymi grupami afroteriów na następującym kladogramie:
|  | Tubulidentata                                                                 |
|  |                                                                               |
|  | \| \| Macroscelidae \| \| \| \| \| \| Tenrecidae, Chrysochloridae \| \| \| \| |
|  |                                                                               |
|  | Macroscelidae                                                                 |
|  |                                                                               |
|  | Tenrecidae, Chrysochloridae                                                   |
|  |                                                                               |

|  | Macroscelidae               |
|  |                             |
|  | Tenrecidae, Chrysochloridae |
|  |                             |

|  | Hyracoidea           |
|  |                      |
|  | Proboscidea, Sirenia |
|  |                      |

|  | Tubulidentata                                                                 |
|  |                                                                               |
|  | \| \| Macroscelidae \| \| \| \| \| \| Tenrecidae, Chrysochloridae \| \| \| \| |
|  |                                                                               |
|  | Macroscelidae                                                                 |
|  |                                                                               |
|  | Tenrecidae, Chrysochloridae                                                   |
|  |                                                                               |

|  | Macroscelidae               |
|  |                             |
|  | Tenrecidae, Chrysochloridae |
|  |                             |

|  | Hyracoidea           |
|  |                      |
|  | Proboscidea, Sirenia |
|  |                      |

Grupa zaczęła się różnicować na początku paleogenu. Od eocenu jej zasięg występowania ogranicza się do Afryki. Najbardziej pierwotnych znanym rodzajem jest wczesnoeoceński Chambius z Tunezji, przedstawiciel podrodziny Herodotiinae. W późnym eocenie grupę tę reprezentowały Herodotius i Nementchatherium. Były to jeszcze dość prymitywne formy o bunodontycznych trzonowcach o niskich koronach, ale już przypominającym, spotykany u późniejszych przedstawicieli ostatnim, czwartym przedtrzonowcu i zredukowanym przedtrzonowcu trzecim. Później występowali przedstawiciele podrodziny Metoldobotinae, tacy jak wczesnooligoceński Metoldobates z Fayum. Bardziej wyspecjalizowane były Myohyrax, przypominający nieco góralki, i bardziej podobna do gryzonia Mylomygale, których pozostałości znaleziono w Afryce Wschodniej i Południowej, w skałach pochodzących z miocenu-pliocenu. W miocenie byli już też obecni przedstawiciele dwóch dzisiejszych podrodzin, których szczątki znaleziono w Kenii. W tej epoce na skutek zmian klimatycznych doszło do rozejścia się kolejnych linii. Wtedy też miał miejsce największy rozwój ryjkonosowych.
Tabuce et al. (2008) obrazują to następującym kladogramem:
|  | Chambius         |
|  |                  |
|  | Herodotius       |
|  |                  |
|  | Nementchatherium |
|  |                  |

|  | Metoldobotes |
|  |              |
|  | Hiwegicyon   |
|  |              |

|  | Myohyracinae                                                   |
|  |                                                                |
|  | \| \| Mylomygale \| \| \| \| \| \| Macroscelidinae \| \| \| \| |
|  |                                                                |
|  | Mylomygale                                                     |
|  |                                                                |
|  | Macroscelidinae                                                |
|  |                                                                |

|  | Mylomygale      |
|  |                 |
|  | Macroscelidinae |
|  |                 |

|  | Myohyracinae                                                   |
|  |                                                                |
|  | \| \| Mylomygale \| \| \| \| \| \| Macroscelidinae \| \| \| \| |
|  |                                                                |
|  | Mylomygale                                                     |
|  |                                                                |
|  | Macroscelidinae                                                |
|  |                                                                |

|  | Mylomygale      |
|  |                 |
|  | Macroscelidinae |
|  |                 |

|  | Metoldobotes |
|  |              |
|  | Hiwegicyon   |
|  |              |

|  | Myohyracinae                                                   |
|  |                                                                |
|  | \| \| Mylomygale \| \| \| \| \| \| Macroscelidinae \| \| \| \| |
|  |                                                                |
|  | Mylomygale                                                     |
|  |                                                                |
|  | Macroscelidinae                                                |
|  |                                                                |

|  | Mylomygale      |
|  |                 |
|  | Macroscelidinae |
|  |                 |

|  | Myohyracinae                                                   |
|  |                                                                |
|  | \| \| Mylomygale \| \| \| \| \| \| Macroscelidinae \| \| \| \| |
|  |                                                                |
|  | Mylomygale                                                     |
|  |                                                                |
|  | Macroscelidinae                                                |
|  |                                                                |

|  | Mylomygale      |
|  |                 |
|  | Macroscelidinae |
|  |                 |

Zapis kopalny grupy obejmuje 6 rodzin kopalnych (bądź też podrodzin w innym ujęciu), których część przedstawicieli żywiła się pokarmem roślinnym i cechowała rozmiarami znacznie przerastającymi dzisiejszych reprezentantów kladu.
Do rzędu ryjkonosowych zaliczana jest jedna współczesna rodzina ryjkonosowatych (Macroscelididae) z następującymi podrodzinami:
- Rhynchocyoninae Gill, 1872, sorkonosy, podrodzina z jednym współczesnym rodzajem sorkonos[15] o 3[16]–4 gatunkach kenijskich[15][18], a wedle nowych źródeł o pięciu[19],
- Macroscelidinae Bonaparte, 1838, ryjkonosy, o trzech rodzajach[15]:
  - ryjoskoczek o 9[16]–10 gatunkach[15],
  - ryjkonos, niegdyś uważany za monotypowy z gatunkiem ryjkonos krótkouchy[15][20], potem z wyróżnionymi kolejnymi gatunkami Macroscelides flavicaudatus[21] i Macroscelides micus[18],
  - długoszek, również monotypowy[15].

Nowsze publikacje wymieniają jeszcze czwarty rodzaj Petrosaltator, monotypowy z gatunkiem ryjoskoczek północnoafrykański przeniesionym z rodzaju Elephantulus. Ponadto wyróżniają one dwa plemiona w obrębie Macroscelidinae: Macroscelidini z rodzajami ryjkonos, długoszek i Petrosaltator oraz Elephantulini z pojedynczym rodzajem ryjoskoczek.
Obejmują one w sumie wedle starszych źródeł 15–17 gatunków, wedle nowszych już 19.
W 2021 roku para paleontologów – Francuska Brigitte Senut i Brytyjczyk Martin Pickford – opisała wymarłą, eoceńską rodzinę Afrohypselodontidae z jednym gatunkiem Afrohypselodontus minus.

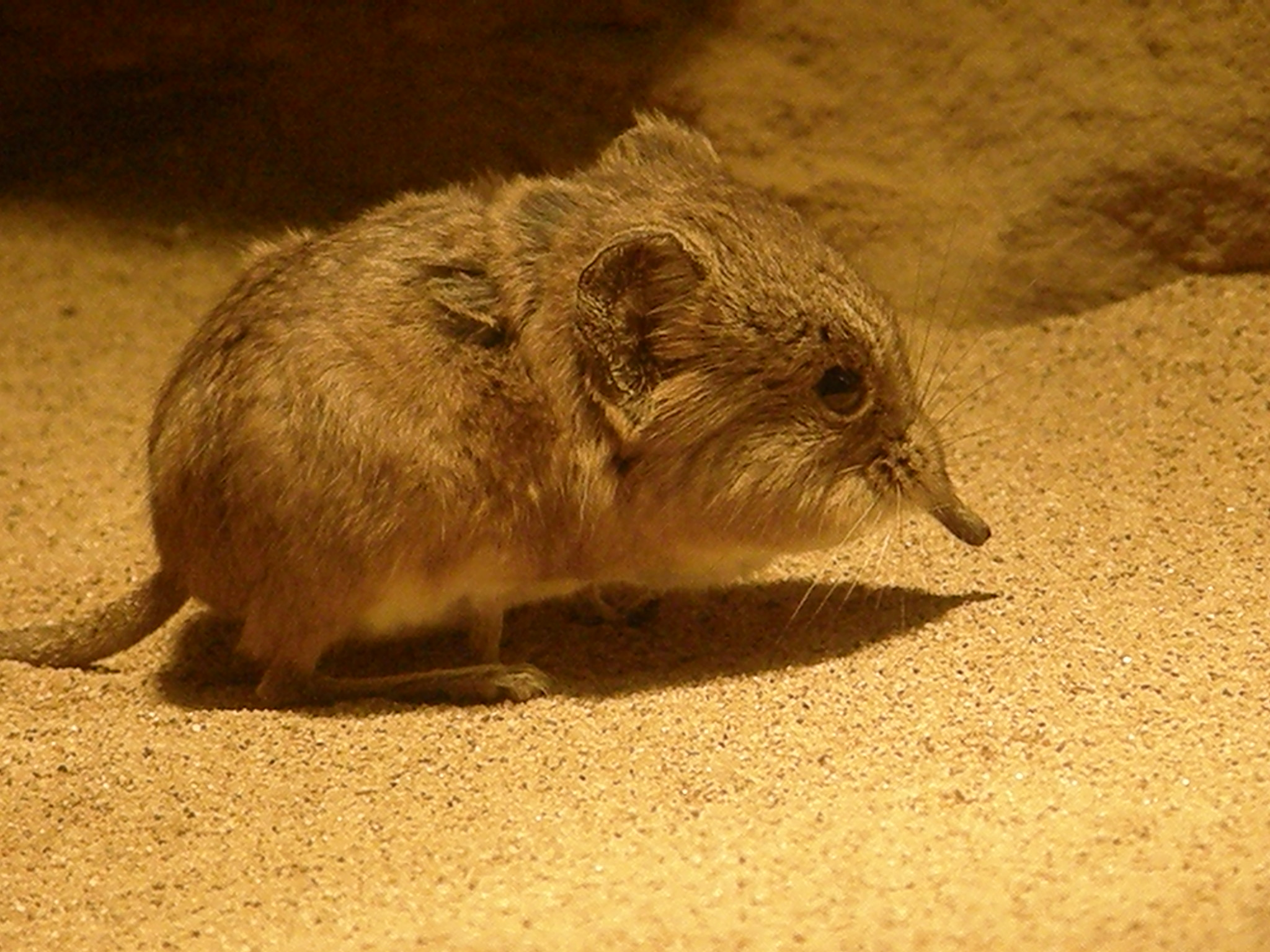
Ryjkonos krótkouchy

Kladogram wedle Douady et al., 2003, ukazujący stosunki pokrewieństwa pomiędzy współczesnymi gatunkami (uproszczono):
|  | Macroscelides                    |
|  |                                  |
|  | Petrodromus, Elephantulus rozeti |
|  |                                  |

|  | Elephantulus rufescens, Elephantulus intufi |
|  |                                             |
|  | Elephantulus edwardii, Elephantulus myurus  |
|  |                                             |

|  | Macroscelides                    |
|  |                                  |
|  | Petrodromus, Elephantulus rozeti |
|  |                                  |

|  | Elephantulus rufescens, Elephantulus intufi |
|  |                                             |
|  | Elephantulus edwardii, Elephantulus myurus  |
|  |                                             |

|  | Macroscelides                    |
|  |                                  |
|  | Petrodromus, Elephantulus rozeti |
|  |                                  |

|  | Elephantulus rufescens, Elephantulus intufi |
|  |                                             |
|  | Elephantulus edwardii, Elephantulus myurus  |
|  |                                             |

|  | Macroscelides                    |
|  |                                  |
|  | Petrodromus, Elephantulus rozeti |
|  |                                  |

|  | Elephantulus rufescens, Elephantulus intufi |
|  |                                             |
|  | Elephantulus edwardii, Elephantulus myurus  |
|  |                                             |

Wskazuje on na bliski związek ryjoskoczka północnoafrykańskiego z rodzajem długoszek.

## Rozmieszczenie geograficzne
Ryjkonosowe zamieszkują najbardziej na północ wysunięte obszary Afryki Północnej oraz większość Afryki subsaharyjskiej. Nie występują w Afryce Zachodniej i na Saharze. Na południe od Sahary zachodnią granicę wyznacza rzeka Kongo, podobnie jak mniejsze rzeki ograniczają zasięgi niektórych poszczególnych gatunków na południu kontynentu.
Izolowany, północny obszar występowania obejmuje Maroko, Algierę, Libię i Tunezję. Jedynym współczesnym gatunkiem tu spotykanym jest ryjoskoczek północnoafrykański.
Południową Afrykę zamieszkuje 9 gatunków, przy czym wedle Smit et al. wyłącznie ryjoskoczek przylądkowy jest endemitem tego obszaru, wedle innych źródeł także ryjoskoczek włochatoogonowy. Długoszek czteropalczasty spotykany jest w Demokratycznej Republice Konga, Kenii, Tanzanii, Malawi, Zambii, Mozambiku, Zimbabwe, RPA, być może Angoli i Namibii. Podobny zasięg ma ryjoskoczek krótkonosy, spotykany też w Botswanie. Ryjkonos krótkouchy żyje w Botswanie, RPA i Namibii. Sorkonos złotozady występuje w Kenii i jest endemitem tego kraju. Sorkonos czarno-rdzawy prócz Kenii żyje też w Tanzanii, a sorkonos szarolicy jest endemitem tego ostatniego kraju. Rozleglejszy zasięg ma ich krewniak – sorkonos plamisty, obecny w Republice Środkowoafrykańskiej, Demokratycznej Republice Konga, Mozambiku, Ugandzie, Malawi i Zambii. Ryjoskoczek somalijski jest endemitem Somalii.

## Ekologia
Ryjkonosowe zasiedlają różnorodne siedliska – lasy tropikalne i zarośla, ale także półpustynie i pustynie. Spotyka się je także w lasach górskich. Lasy szczególnie upodobały sobie sorkonosy, jak sorkonos złotozady, lubiące też zarośla i tereny nadrzeczne, także miejsca zmodyfikowane działalnością ludzką. Długoszek preferuje podobne siedliska, aczkolwiek radzi sobie na terenach z mniej gęstą roślinnością. Ryjoskoczek północnoafrykański zamieszkuje między kamieniami na wybrzeżach, w Afryce Południowej podobne siedlisko zamieszkują aż 4 gatunki ryjoskoczka. Przedstawiciele tego rodzaju unikają natomiast piaszczystych wydm. Ryjkonos preferuje też suche obszary o żwirowatej glebie porosłej ubogą roślinnością, narażając się na mrozy i zimowe śniegi.
Ryjkonosowe są owadożercami. Niektóre z nich są właściwie myrmekofagami spożywającymi mrówkowate i termity, zwłaszcza Macroscelidinae. Aczkolwiek dieta uzupełniana bywa owocami, nasionami i zielonymi częściami roślin.
Prowadzą samotny tryb życia bądź też spędzają je w parach. Występuje terytorializm. Terytorium zajmuje powierzchnię 1–2 ha. Pewne ryjkonosowe mogą przemierzać je wydeptanymi ścieżkami, na których są w stanie szybko poruszać się, umykając potencjalnym drapieżnikom. Aktywne są w dzień. Posługują się dobrze rozwiniętymi zmysłami wzroku i słuchu.
Kopalni przedstawiciele tej grupy byli też roślinożercami, o czym świadczą hypsodontyczne zęby i budowa kątnicy. Przykład stanowi Myohyrax, przypominający dzisiejsze góralkowce.

## Rozmnażanie
Zwierzęta te praktykują monogamię. Samice rykoskoczka i ryjkonosa produkują wielkie liczby komórek jajowych ulegających zapłodnieniu (superowulacja), z których niewiele, bo zazwyczaj tylko dwie, ulegają dalszej implantacji. Następuje ciąża trwająca od 6 do 10 tygodni, średnio 45 dni. Może się ona wydarzać kilka razy w ciągu roku. Kończy się porodem od jednego do trzech dobrze rozwiniętych, pokrytych sierścią noworodków, od początku o otwartych oczach. Poród następuje wśród gęstej roślinności, matka nie przysposabia w tym celu gniazda. Po kilku dniach bądź nawet u niektórych gatunków kilku godzinach młode nabywają zdolność samodzielnego poruszania się. Przez 2-3 tygodnie matka karmi je mlekiem, jednakże bardzo wcześnie zaczyna uzupełniać ich dietę o owady. Opieka matki jest zredukowana. W wieku 7 tygodni młode uzyskują dojrzałość płciową.

## Status

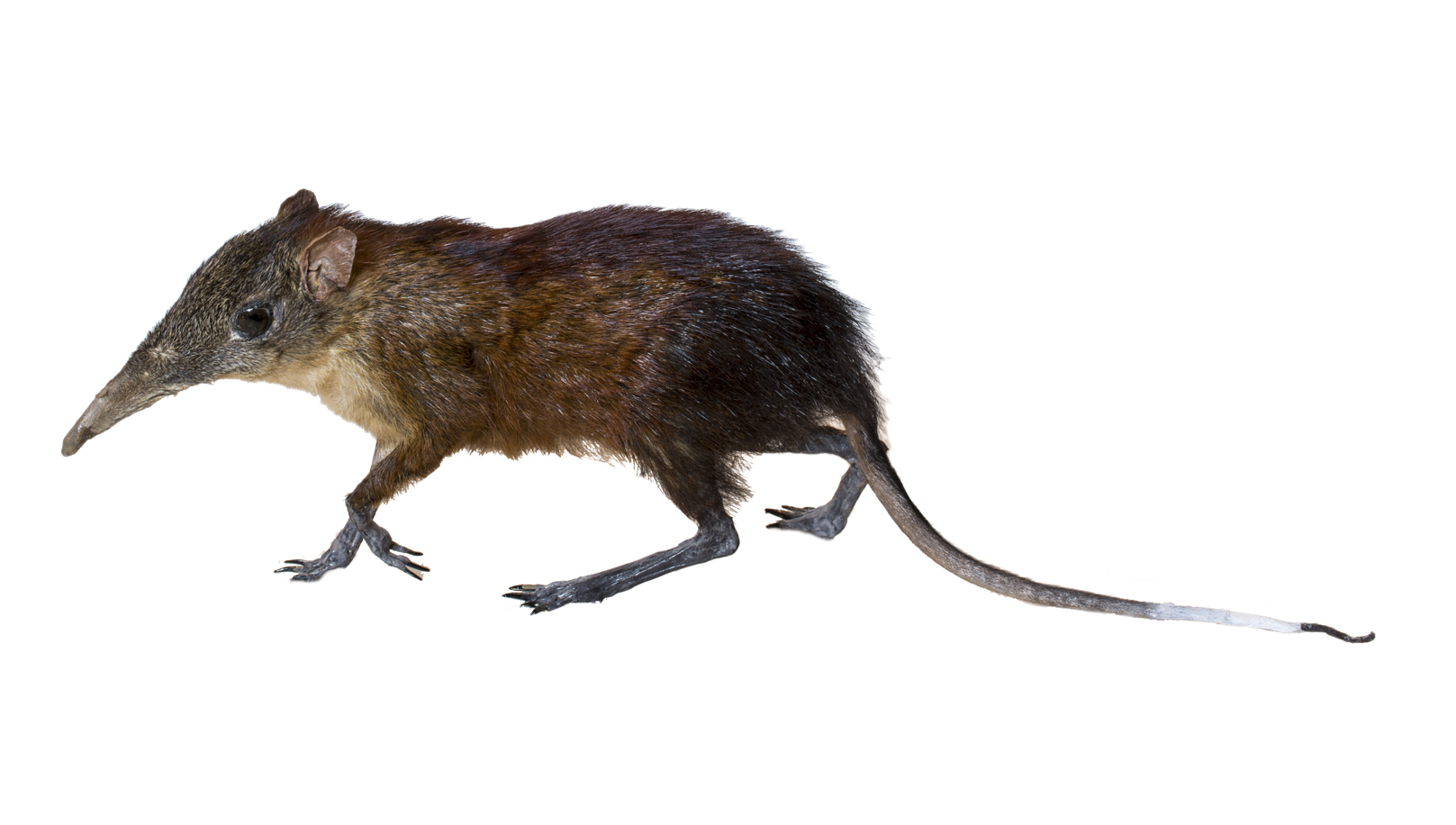
Sorkonos szarolicy jest narażony na wyginięcie

Ryjkonosowe mogą występować pospolicie, ale nie uchodzą za liczne zwierzęta. Liczebność większości gatunków nie została poznana. Sorkonos złotozady potrafi w sprzyjających mu warunkach (między innymi brak intensywnej eksploatacji siedliska przez człowieka) osiągnąć zagęszczenie nawet do 7 zwierząt na ha.
Poszczególne gatunki różni status zagrożenia wyginięciem:
- gatunki zagrożone (EN): sorkonos złotozady
- gatunki narażone (VU): sorkonos czarno-rdzawy, sorkonos szarolicy
- gatunki bliskie zagrożenia (NT): sorkonos plamisty
- gatunki najmniejszej troski (LC): długoszek czteropalczasty, ryjkonos krótkouchy, ryjoskoczek krótkonosy, ryjoskoczek północnoafrykański, ryjoskoczek przylądkowy, ryjoskoczek rudawy, ryjoskoczek skalny, ryjoskoczek zaroślowy, ryjoskoczek zuluski[16], Macroscelides flavicaudatus[21].

## Historia
Ryjkonosowe odkryto w XVIII wieku, pod koniec stulecia. Dalsze odkrycia przypadają na XIX wiek, kiedy to opisano szereg nowych gatunków. Początkowo włączono te zwierzęta do owadożernych, pomimo że podobieństwa zdawały się powierzchowne. Dopiero badania genetyczne w latach 90. XX wieku wskazały na przynależność do afroterów. Do tej pory pozostają jednak grupą mało znaną.